# آنداویت

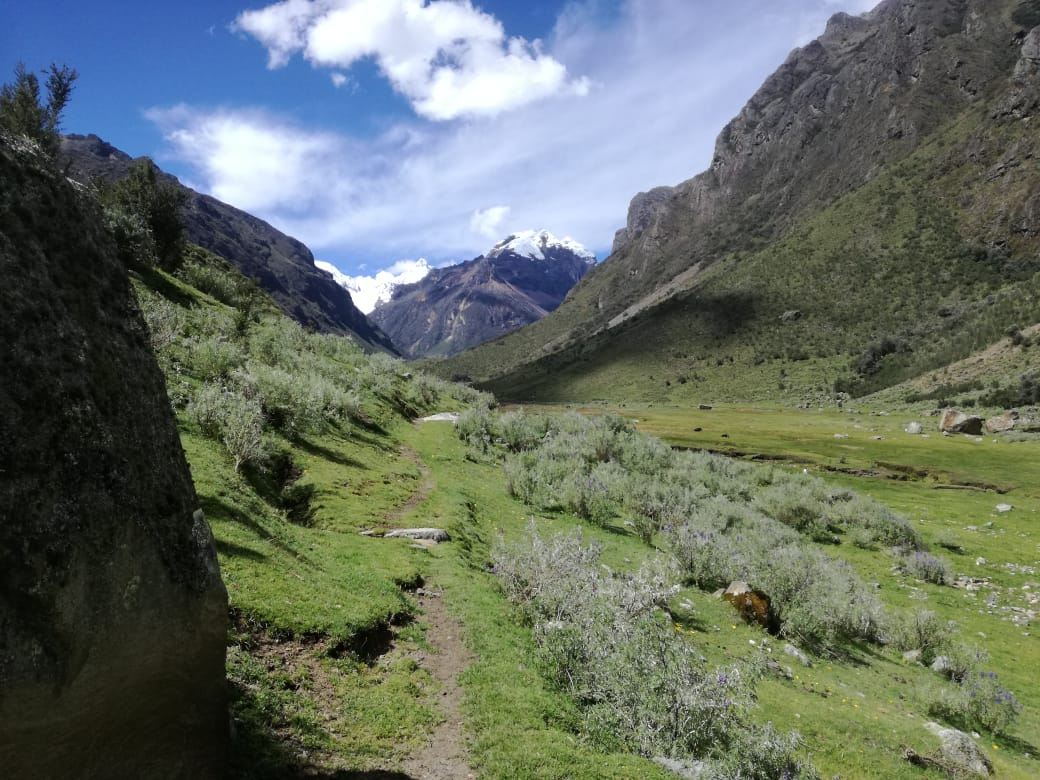
کوه آنداویت

آنداویت (به اسپانیایی: Andavite) یک کوه در پرو است که در منطقه انکاش واقع شده‌است. آنداویت ۵٬۵۱۸ متر بالاتر از سطح دریا واقع شده‌است.